# Okurō Oikawa
| Odkryte planetoidy: 8 | Odkryte planetoidy: 8 |
| --------------------- | --------------------- |
| (1088) Mitaka         | 17 listopada 1927     |
| (1089) Tama           | 17 listopada 1927     |
| (1090) Sumida         | 20 lutego 1928        |
| (1098) Hakone         | 5 września 1928       |
| (1139) Atami          | 1 grudnia 1929        |
| (1185) Nikko          | 17 listopada 1927     |
| (1266) Tone           | 23 stycznia 1927      |
| (1584) Fuji           | 7 lutego 1927         |
| 1.                    |                       |

Okurō Oikawa (jap. 及川奥郎 Oikawa Okurō; ur. w 1896, zm. w 1970) – japoński astronom. 
Pracował w obserwatorium w Tokio. Odkrył 8 planetoid, w tym 7 samodzielnie. Na jego cześć nazwano asteroidę (2667) Oikawa. 